# Едуард Булвер-Літтон
Едуард Джордж Булвер-Літтон (25 травня 1803 — 18 грудня 1873) — англійський письменник і політик, автор романтичних, містичних і фантастичних творів.

## Життєпис
Син генерала Вільяма Булвера, народився в Норфолку. Мав двох старших братів, Вільяма Ерла та Генрі. Отримав під керівництвом своєї матері, Елізабет Барбари Літтон, відмінну домашню освіту. Його батько помер, а мати переїхала до Лондона, коли йому було чотири роки.
Вступив до Кембриджського університету, вперше звернув на себе увагу поемою «Sculpture», за яку був удостоєний премії. В серпні 1827 року одружився з Розіною Дойл Вілер, відомою ірландською красунею та письменницею. В шлюбі мали двоє дітей: Емілі та Роберта. Останній став генерал-губернатором Індії. Булвер-Літтон не був щасливий в сімейному житті: він розлучився зі Розіною в 1833 році. Згодом вона виставила його в дуже похмурих тонах у скандальному романі «Клевербі» (1839). Їхні стосунки ще багато років були ворожими, Булвер-Літтон навіть домігся, щоб Розіну відправили до психлікарні, звідки вона потім вийшла, написавши мемуари «Отруєне життя» (1880).
У 1831 році був обраний в члени нижньої палати і приєднався до партії вігів; хоча в парламенті особливо видатної ролі не грав, але був деякий час гарячим прихильником ідей цієї партії і проводив їх у своїх творах.
Згодом в його поглядах стався переворот, і в 1852—1859 роках він перебував у лавах торі; в 1858—1859 роках навіть займав пост статс-секретаря колоній в консервативному міністерстві. У 1866 році Булвер-Літтон, маючи вже титул барона Літтон, вступив у верхню палату. Англійське товариство розенкрейцерів, засноване в 1867 році, оголосило Бульвер-Літтона своїм «великим покровителем», хоча він був проти таких почестей.
Бульвер-Літтон тривалий час страждав від хвороби вуха, і останні два-три роки проживав у Торкі, де піклувався про свою здоров'я. Після операції в нього розвинувся гнійник, який і став причиною смерті 18 січня 1873 року. Всупереч бажанню Бульвер-Літтона, був удостоєний поховання у Вестмінстерському абатстві.

## Творчість
Літературна кар'єра Бульвер-Літтона розпочалася в 1820 році з публікації збірки віршів і тривала більшу частину XIX століття. Він писав у різних жанрах, включаючи історичну фантастику, містерію, романтику, окультизм і наукову фантастику. Іноді публікувався анонімно.
Широкому загалу письменника відкрив роман «Фолкленд» (1827), який мав помірний успіх. Але в 1828 році вийшов «Пелам», який привернув увагу чутками, що Бульвер-Літтон описав там відомих громадських діячів.
Під слави Бульвер-Літтона відбувся з публікацією романів «Англія та англійці» й «Годолфін» (1833). Далі пішли «Рейнські паломники» (1834), «Останні дні Помпеїв» (1834), «Рієнці», «Останній з римських трибунів про Кола ді Рієнцо» (1835), «Ернест Мальтраверс; або Елевсинія» (1837), «Аліса; або Таємниці» (1838), «Лейла; або Облога Гранади» (1838) і «Гарольд, останній із саксів» (1848). Також він писав романи про надприродне: «Привиди та мисливці; або Дім і мозок» (1859), і «Дивна історія» (1862), який вплинув на «Дракулу» Брема Стокера.
Добре знаний і його пізній роман «Прийдешня раса» (1871), один з перших творів наукової фантастики, де розповідалося про цивілізацію надлюдей, що живе під поверхнею Землі. Книга популяризувала теорію Порожнистої Землі і, можливо, надихнула нацистську містику.